# Горка Урицкого
Горка Урицкого — опустевшая деревня в Рамешковском районе Тверской области.

## География
Находится в восточной части Тверской области на расстоянии приблизительно 3 км на северо-запад от села Киверичи.

## История
Деревня была отмечена на карте Менде Тверской губернии, где показана местность по состоянию на 1848—1849 годы. В 1859 году здесь 7 дворов, в 1887 −14, в 1976 — 13. В советское время работали колхоз «Победа» и совхоз «Киверичский». В 1989 году уже опустела. До 2021 входила в сельское поселение Киверичи Рамешковского района до их упразднения.

## Население
Численность населения: 55 человек (1859 год), 105 (1887), 179 (1921), 0 как в 2002 году, так и в 2010.